# Heinz Keßler
Heinz Keßler (Lauban, 26 gennaio 1920 – Berlino, 2 maggio 2017) è stato un politico e generale tedesco-orientale, dal 1990 tedesco, famoso per il suo ruolo nella repressione politica nella Germania Est antecedente alla caduta del comunismo nel 1989.

## Biografia
Nel 1940 si arruolò nella Wehrmacht, ma disertò tre mesi dopo l'invasione tedesca dell'Unione Sovietica e combatté nell'Armata Rossa fino alla fine del 2º conflitto mondiale; fu condannato a morte in sua assenza da un tribunale nazista. Sua madre fu imprigionata a Ravensbrück dal 1941 al 1945.
Nella Germania Orientale Keßler detenne il grado di Armeegeneral (Generale d'armata) nella Nationale Volksarmee. Fu ministro della difesa della DDR (dal 1985 al 1989), membro del Politbüro del comitato centrale del Partito Socialista Unificato di Germania (SED) e fu deputato della Volkskammer.
Accusato per il suo ruolo nei crimini del regime comunista, fu condannato nel 1996 a sette anni di carcere, che scontò nella prigione di Hakenfelde e fu rilasciato nel 1998 dopo averne scontati solo due.
Nel 2009 tornò in politica nelle file del ricostituito Partito Comunista Tedesco.